# Яздач
Язда́ч (болг. Яздач) — село в Старозагорській області Болгарії. Входить до складу общини Чирпан.

## Населення
За даними перепису населення 2011 року у селі проживала 191 особа.
Національний склад населення села:
| Національність   | Кількість осіб | Відсоток |
| ---------------- | -------------- | -------- |
| болгари          | 95             | 52,5%    |
| цигани           | 80             | 44,2%    |
| Всього відповіли | 181            |          |

Розподіл населення за віком у 2011 році:
Динаміка населення: